# Plesiodema
Plesiodema is een geslacht van wantsen uit de familie blindwantsen. Het geslacht werd voor het eerst wetenschappelijk beschreven door Odo Reuter in 1875 .

## Soorten
Het genus bevat de volgende soorten:

- Plesiodema abiesicolus (Schwartz and Schuh, 1999)
- Plesiodema gotohi Yasunaga, 2003
- Plesiodema oblonga Wagner, 1968
- Plesiodema pinetella (Zetterstedt, 1828)
- Plesiodema pinicolus (Schwartz and Schuh, 1999)
- Plesiodema polhemi (Schwartz and Schuh, 1999)
- Plesiodema sericeum Knight, 1929
- Plesiodema stlaniki Kerzhner, 1979